# Kangxi
 (février 2021).
Si vous disposez d'ouvrages ou d'articles de référence ou si vous connaissez des sites web de qualité traitant du thème abordé ici, merci de compléter l'article en donnant les références utiles à sa vérifiabilité et en les liant à la section « Notes et références ».
Kangxi (chinois : 康熙 ; pinyin : Kāngxī ; EFEO : K'ang-Hi ; API : /kʰáŋɕí/), dont le nom personnel est Xuanye (chinois : 玄晔 ; pinyin : Xuányè ; Mandchou :  ᡥᡳᠣᠸᠠᠨ ᠶᡝᡳ), né le 4 mai 1654 à Pékin dans la Cité interdite et mort le 20 décembre 1722, est un empereur de Chine, le quatrième de la dynastie Qing. Il fut l'empereur qui eut le règne le plus long de l'histoire de la Chine, de 1661 à 1722, soit plus de soixante-et-un ans. Il est considéré comme l'un des plus grands empereurs de la Chine impériale.
Troisième fils de l'empereur Shunzhi, il est désigné comme son successeur à la mort de celui-ci (1661) alors qu'il n'a que 7 ans. À l'âge de 15 ans, en 1669, il prend le pouvoir en écartant le régent Oboi. Il se retrouve à la tête d'un empire qui est loin d'être consolidé depuis sa conquête par les mandchous et l'installation de la dynastie Qing. Souverain cultivé, ouvert, pieux et profondément sinisé, Kangxi met fin aux principales mesures qui dressaient la population han contre les souverains mandchous. Il restitue les domaines confisqués par les conquérants. Il limite la fiscalité pesant sur la paysannerie et favorise le développement des lettres et des arts. Il aménage l'organisation de l'administration locale héritée des Ming en privilégiant son efficacité et en limitant drastiquement ses effectifs.
Les armées de Kangxi mettent fin à la résistance des derniers partisans de la dynastie Ming en venant à bout de la piraterie qui paralysait les activités et avait chassé la population le long de la côte sud-ouest de la Chine et en prenant possession de l'île de Taïwan, fief des pirates. Il reprend le contrôle des provinces du sud devenues quasiment autonomes sous la houlette des généraux Hans, à qui avaient été confiés leur conquête pour le compte des mandchous, en venant à bout de la rébellion des trois feudataires (1673-1681). Au nord-ouest il mate les tribus mongoles en 1696 pour prévenir une alliance dirigée contre l'empire chinois. Pour la même raison une guerre civile qui éclate au Tibet pousse Kangxi à intervenir militairement et les armées chinois occupent la capitale tibétaine Lhassa en 1720. Enfin il fige par le traité de Nertchinsk (1689) les frontières avec l'Empire russe en pleine expansion en Sibérie et dont les colonies menacent d'empiéter sur le nord de l'empire chinois.
Sous le règne de Kangxi, la population et l'économie chinoise, qui avaient été profondément affectées par la déliquescence de la dynastie Ming puis par les différents conflits découlant de la conquête du pays par les mandchous, renouent avec une ère de prospérité qui se poursuivra durant tout le XVIIIe siècle sous les règnes de son fils Yongzheng et de son petit-fils Qianlong. Kangxi est à l'origine de plusieurs publications remarquables : une encyclopédie de près d'un million de pages, un dictionnaire recensant les 47 035 caractères de l'écriture chinoise et une anthologie rassemblant 49 000 poésies produites durant la dynastie Tang (en).

## Contexte: un pouvoir mandchou fragile et en cours de consolidation
Kangxi est le quatrième empereur de la dynastie Qing qui a conquis la Chine au milieu du XVIIe siècle en supplantant la dynastie Ming. Contrairement à celle-ci la dynastie Qing est d'origine non chinoise (han). Issues de la Mandchourie, région située à la périphérie nord-est de la Chine, les armées mandchoues assistées d'armées mongoles et chinoises ralliées ont conquis la Chine du nord en s'emparant en 1644 de la capitale Pékin. Lorsque Kangxi nait en 1654 le pouvoir mandchou est loin d'être stabilisé. Les occupants ont pris plusieurs mesures qui les ont rendu largement impopulaires auprès des autochtones. Ils ont confisqué de larges domaines agricoles qu'ils font cultiver par des esclaves chinois. La coiffure traditionnelle mandchoue a été imposée à la population masculine en signe de loyauté au nouveau régime ce qui a entrainé de violentes révoltes réprimées dans le sang. De manière générale les lettrés chinois, qui forment l'élite, sont hostiles aux mandchous qu'ils considèrent comme des barbares.  Pour conquérir la Chine du sud, les mandchous, peu nombreux, ont dû confier cette tache à des généraux hans disposant d'une très large autonomie et ceux-ci sont désormais à la tête des provinces du sud constituant une menace latente pour le pouvoir mandchou. Les derniers partisans des Ming poursuivent une guerre de harcèlement qui se traduit par des actes de piraterie qui paralysent  les échanges commerciaux par la mer et ont entrainé l'abandon des agglomérations situées sur la côte. Enfin durant la régence qui précède la prise de pouvoir de Kangsi, les principaux dirigeants mandchous ont formé plusieurs clans fortement divisés qui étendent leurs influences jusque dans les provinces. 
Toutefois pour tenter d'imposer leur pouvoir autrement que par la force, les mandchous ont rétabli les examens impériaux destinés à former de nouvelles élites plus favorables aux nouveaux empereurs. Ils ont par ailleurs largement conservé les structures administratives héritées des Ming.

## Origines familiales

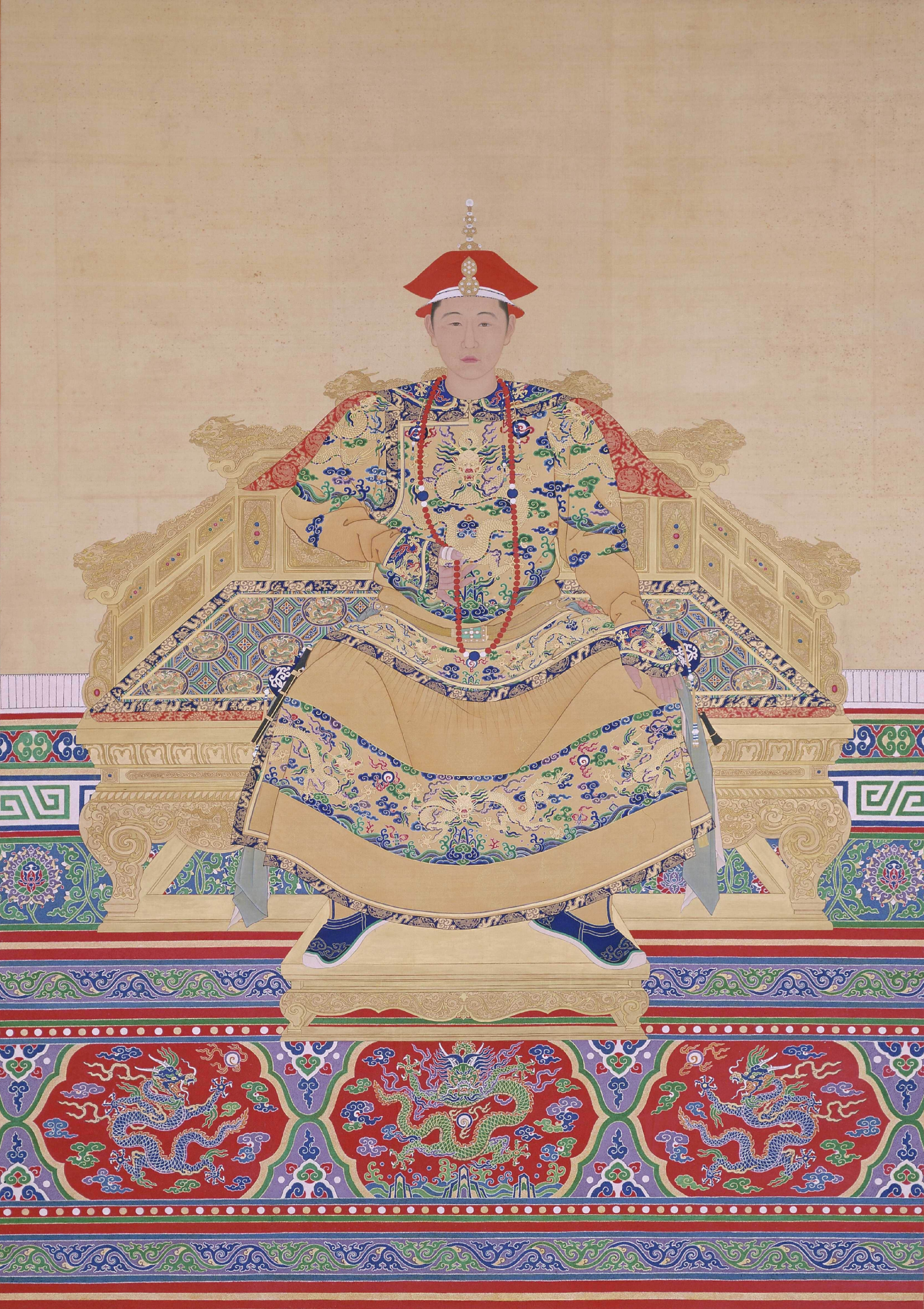
L'empereur Kangxi

Kangxi était le fils du troisième empereur Qing, Shunzhi, et d'une concubine issue d'une famille Jurchen (ethnie à laquelle appartiennent les Mandchous). Sinisée de longue date, elle portait le nom chinois de Tong (佟), mais avait repris un nom mandchou (Tunggiya) à l'avènement des Qing. La mère de Kangxi était donc certainement en partie une Han. Une légende fait de Kangxi le fils secret d'une autre concubine, Dong Guifei, dont son père était très épris, et à la mort de laquelle il aurait pris l'habit de moine en feignant sa mort. On peut encore en entendre les échos de nos jours.

### Prise de pouvoir

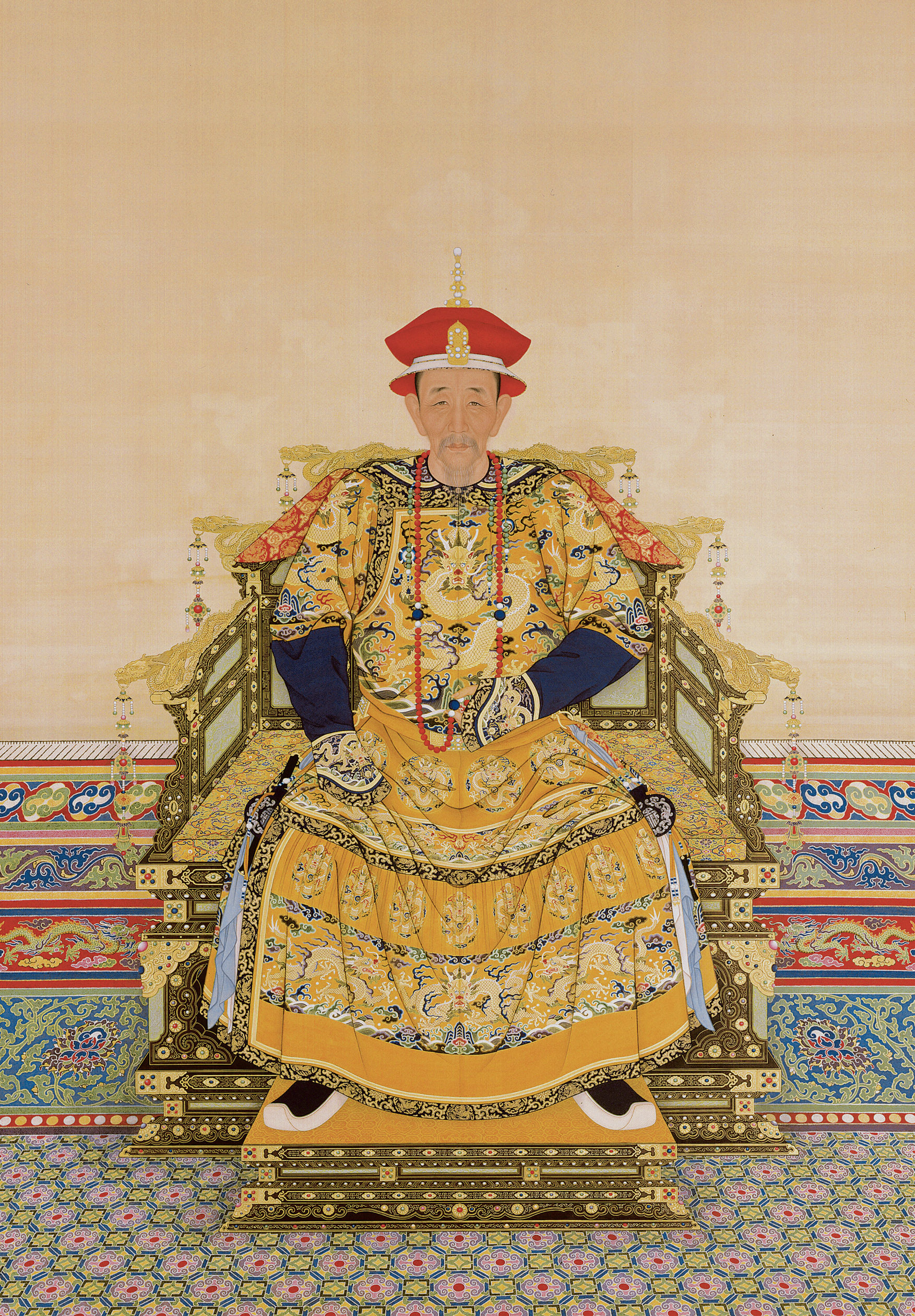
Portrait de l’empereur Kangxi

Shunzhi, le troisième empereur Qing, meurt le 5 février 1661 à l'age de 23 ans après avoir contracté la variole. Son règne d'une durée de 8 ans n'avait pas été particulièrement marquant. Peu avant son décès Shunzhi désigne un de ses fils, Xuanye âgé de 7 ans, comme son successeur. Celui-ci prend comme nom de règne Kangxi (qui signifie littéralement empeur de la santé et de la gloire). En attendant la majorité de Kangxi le gouvernement de l'empire est confié à quatre régents choisis par son père parmi des membres de bannières mongoles vétérans des conquêtes des décennies 1640 et 1650 : Soni, Suksaha, Ebilun et Oboi (Aobai, 鳌拜). Ce dernier écarte progressivement les autres régents (il fait exécuter Suksaha en 1667). Par ailleurs il pratique une politique particulièrement dure vis-à-vis des chinois. En 1669, alors qu'il est seulement âgé de 15 ans, Kangxi décide de prendre le pouvoir avec l'assistance de sa grand-mère l’impératrice douairière Xiaozhuang. Il parvient à piéger Obio et à le faire emprisonner et condamner à mort pour outrage à l'empereur. Obio est gracié mais meurt en prison la même année,.

## Personnalité
Grâce à de nombreux témoignages, notamment des missionnaires chrétiens vivant dans la Cité interdite, on dispose d'une description assez précise de la personnalité de Kangxi. Dans sa relation avec les autres, il est bienveillant, capable d'humour et familier (bien qu'exigeant le respect). Il est toutefois parfois sujet à des colères violentes mais celles-ci sont de courte durée. Kangxi est sensible et compatissant avec les souffrances du peuple et plus généralement des démunis et des personnes âgées. Il est cultivé, ouvert d'esprit et est passionné par les sciences, en particulier l'astronomie, et n'hésite pas à participer à des débats philosophiques ou religieux. C'est un gros travailleur qui a un sens élevé de son devoir en tant que souverain. Bien qu'il admire la culture chinoise dont il maitrise les arcanes, il est resté très mandchou et a la nostalgie de son pays d'origine. Il s'échappe chaque fois qu'il peut dans la steppe, où il pratique la chasse y compris du gros gibier (ours, tigre). Le jésuite Louis Le Comte a dressé un portrait de l'empereur qu'il a rencontré vers 1688 : « L'empereur m'a paru d'une taille au-dessus de la médiocre, plus gros que ne sont les gens ordinaires qui se piquent en Europe d'être bien faits, mais un peu moins qu'un chinois ne souhaite paraître. Il a le visage plein et marqué par la petite vérole. Il a un large front, un nez et des yeux petits à la manière des chinois, la bouche belle et le bas du visage fort agréable. Enfin quoi qu'on ne voie rien de fort grand en sa physionomie, il a l'air bon et on remarque dans ses manières et dans toute son action quelque chose qui sent le maître et qui le distingue ».

## Une nouvelle politique visant à rallier les élites et le peuple han
Alors que les empereurs mandchous précédents avaient pratiqué une politique dure vis-à-vis des chinois hans, Kangxi met en œuvre une politique radicalement différente dont l'objectif est de rallier la population chinoise à la dynastie, en particulier l'élite des lettrés, mais également la paysannerie. Dès son accession au pouvoir en 1669 il promulgue un décret stipulant que les paysans peuvent reprendre possession des terres, qui leur avaient été arbitrairement confisquées par les mandchous et en 1685  il interdit toute nouvelle confiscation. Il fait rentrer de nombreux Hans dans le gouvernement jusque là constitué principalement de Mandchous et organise en 1679 un examen spécial pour recruter les lettrés les plus brillants du pays. Il parcourt le pays à de nombreuses reprises en particulier la Chine du Sud qui avait été le dernier pôle de résistance des partisans Ming mais  qui était également le foyer d'une grande partie de l'élite han. Il se déplace également à plusieurs reprises dans les capitales des provinces de l'ouest. Il manifeste son adhésion au confucianisme en effectuant un pèlerinage dans la ville natale de Confucius.

## Infrastructures
Kangxi ordonna la réparation du Grand Canal construit par les Suis, plus de mille ans auparavant. Il montra une attention particulière pour les travaux d'hydraulique en particulier en Chine du Nord, ayant acquis personnellement une certaine expertise technique en la matière.

## Économie et société

### Société
En 1664, il tente, sans succès, d'interdire la coutume des pieds bandés.

### Finances publiques
Le contenu du trésor national, c'est-à-dire la quantité d'argent stockée par le régime impérial Chinois, évolue de la manière suivante pendant le règne de l'empereur Kangxi  :
- 1668 (7e année de Kangxi) : 14 930 000 taels
- 1692 : 27 385 631 taels
- 1702-1709 : environ 50 000 000 taels avec peu de variations durant cette période
- 1710 : 45 880 000 taels
- 1718 : 44 319 033 taels
- 1720 : 39 317 103 taels
- 1721 (60e année de Kangxi, avant-dernière de son règne) : 32 622 421 taels

Les raisons de la tendance à la baisse durant les dernières années du règne de Kangxi sont les dépenses énormes engendrées par les campagnes militaires et l'augmentation de la corruption. Pour résoudre le problème, l'empereur Kangxi donne au prince Yong (le futur empereur Yongzheng) des conseils sur la manière de rendre l'économie plus efficace.

### Économie agraire
L'empereur sait que l'agriculture est la base de l'économie Chinoise et des revenus de l'État. Il crée donc des exonérations fiscales spéciales pour les campagnes, afin de stimuler l'économie agricole. À la suite de ces réformes, le niveau de vie de la paysannerie s'améliore considérablement.

## Administration et Justice
Dans l'administration, les fonctionnaires, mieux rémunérés, furent moins corrompus, la corruption des fonctionnaires étant une plaie endémique de l'administration chinoise.
En matière de Justice, il édicta le décret suivant : « Considérant l’immensité de la population de l’empire, l’extrême division de la propriété et le caractère notoirement procédurier des Chinois, l’empereur est d’avis que les procès se multiplieraient dans des proportions terrifiantes si les gens ne craignaient pas les tribunaux, et s’ils étaient sûrs d’y trouver une justice parfaite. les hommes se berçant volontiers d’illusions sur leurs intérêts personnels, les procès seraient interminables et la moitié de l’empire ne suffirait pas à trancher les affaires de l’autre moitié. Je désire donc que ceux qui ont recours aux tribunaux soient traités sans pitié, et de façon à la dégoûter de la loi et à ce qu’ils tremblent à l’idée de comparaître devant un juge ».

## Eunuques
En 1675 naquit son successeur Yinzhen (futur Yongzheng) ; à cette occasion six eunuques furent élevés à des dignités de fonctionnaires civils.

## Pacification de la Chine du Sud

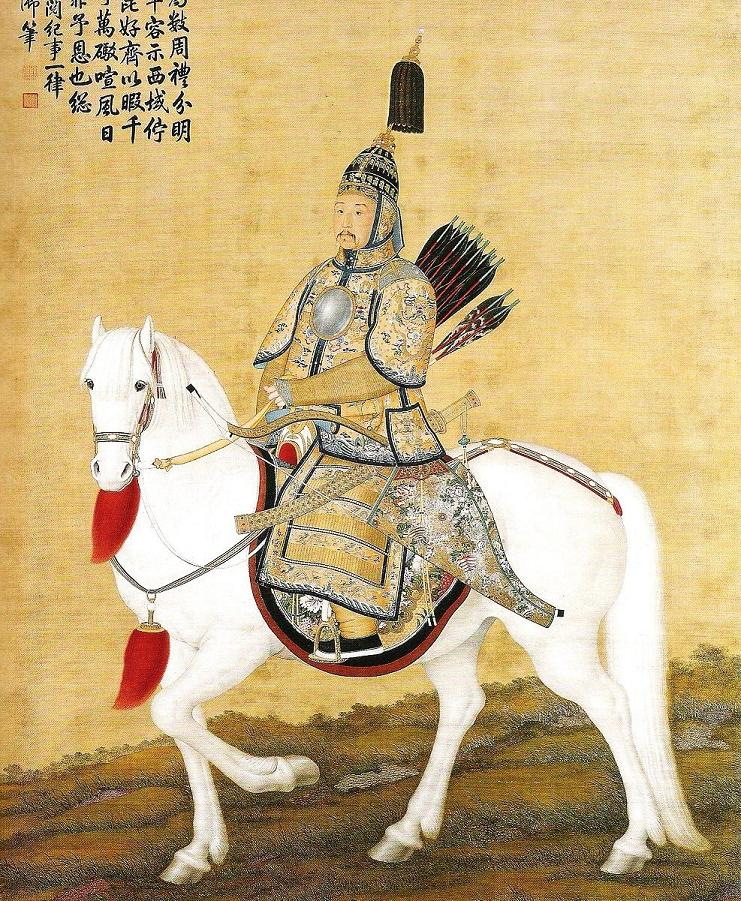
L'empereur Kangxi en armure, monté sur un cheval.

### Lutte contre les derniers partisans des Ming
Le régent Oboi avait ordonné en 1662, pour libérer l'empire des mouvements anti-Qing, le « Grand dégagement », déplacement forcé vers l’intérieur des terres des populations des côtes du Sud-Est où le parti des Ming était encore puissant. Le pirate Koxinga, qui se battait aux côtés des princes du Sud de la Chine restés fidèles à la dynastie précédente, avait cette même année pris l'île de Taïwan aux Hollandais pour s’y réfugier ; il y fonda l'éphémère dynastie Zheng que les armées impériales combattirent avec détermination. Elles finiront par reprendre l'île à son petit-fils en 1683. À partir de 1684 fut organisé le repeuplement des régions côtières dépeuplées par le Grand dégagement, assorti d’encouragements financiers.
Lorsque Kangxi prend le pouvoir les partisans de la dynastie Ming ont été complètement chassés du continent mais la résistance se poursuit désormais depuis la mer. Zheng Chenggong (Koxinga), un métis de chinois et de japonais qui pratique un mélange de piraterie et de commerce le long de la côte sud-est de la Chine, avait apporté son soutien aux représentants de la dynastie Ming en menant des raids contre les villes côtières occupées par les Mandchous. Pour lutter contre Koxinga les Mandchous prennent des mesures radicales en imposant en 1661 l'évacuation de la population de toutes les régions côtières depuis le Shandong jusqu'au Guangdong et en faisant raser les villes désertées. Cette décision, qui est une véritable tragédie pour les habitants concernés, crée une « nouvelle frontière à l'intérieur des terres ». Elle a également sans doute un impact à long terme en freinant le commerce extérieur de la Chine et en facilitant l'implantation des comptoirs par les puissances européennes en Asie orientale. Koxinga se réfugie en 1661 dans l'île de Taïwan, qu'il a repris aux hollandais. À sa mort en 1662, son fils reprend la lutte contre les Mandchous jusqu'à ce que ceux-ci organisent en 1683 une expédition qui parvient à reprendre l'île de Taïwan qui servait de base aux dernières forces de résistance.

### Rébellion des généraux Hans
La conquête de la Chine du Sud a été effectué par des armées menées par des généraux hans ralliés. Occupant les postes de gouverneurs militaires des provinces côtières et du sud-ouest de la Chine, ils disposent de ressources considérables et gouvernent des provinces aux tendances autonomistes prononcées. En 1673, le plus puissant d'entre eux, Wu Sangui, qui contrôle directement les  provinces du Yunnan et du Guizhou et indirectement celles du Hunan, du Shaanxi et du Gansu, se proclame empereur des Zhou et est rejoint par deux autres gouverneurs militaires  Geng Jingzhong (en), et Shang Kexi (en). L'empereur mandchou doit affronte cette révolte des trois feudataires qui parvient presque à chasser les Qing en 1676 mais ceux-ci parviennent progressivement à retourner la situation. En 1677 certains généraux font leur soumission, tandis que Wu Sangui meurt la même année. Son petit-fils Wu Shifan, qui a repris la lutte, est acculé dans sa capitale à Kunming et se suicide en 1681. À cette date les tendances autonomistes de la Chine du Sud sont définitivement matées.

## Défense des marges de l'empire chinois et extension vers l'ouest
Kangxi est le premier des empereurs Qing à mener une politique d'extension de l'empire chinois vers l'ouest. En parallèle il fixe pacifiquement des limites aux ambitions territoriales de l'empire russe en Sibérie orientale qui menaçaient les confins nord-est du territoire de la Chine.

### Luttes contre les tribus mongols

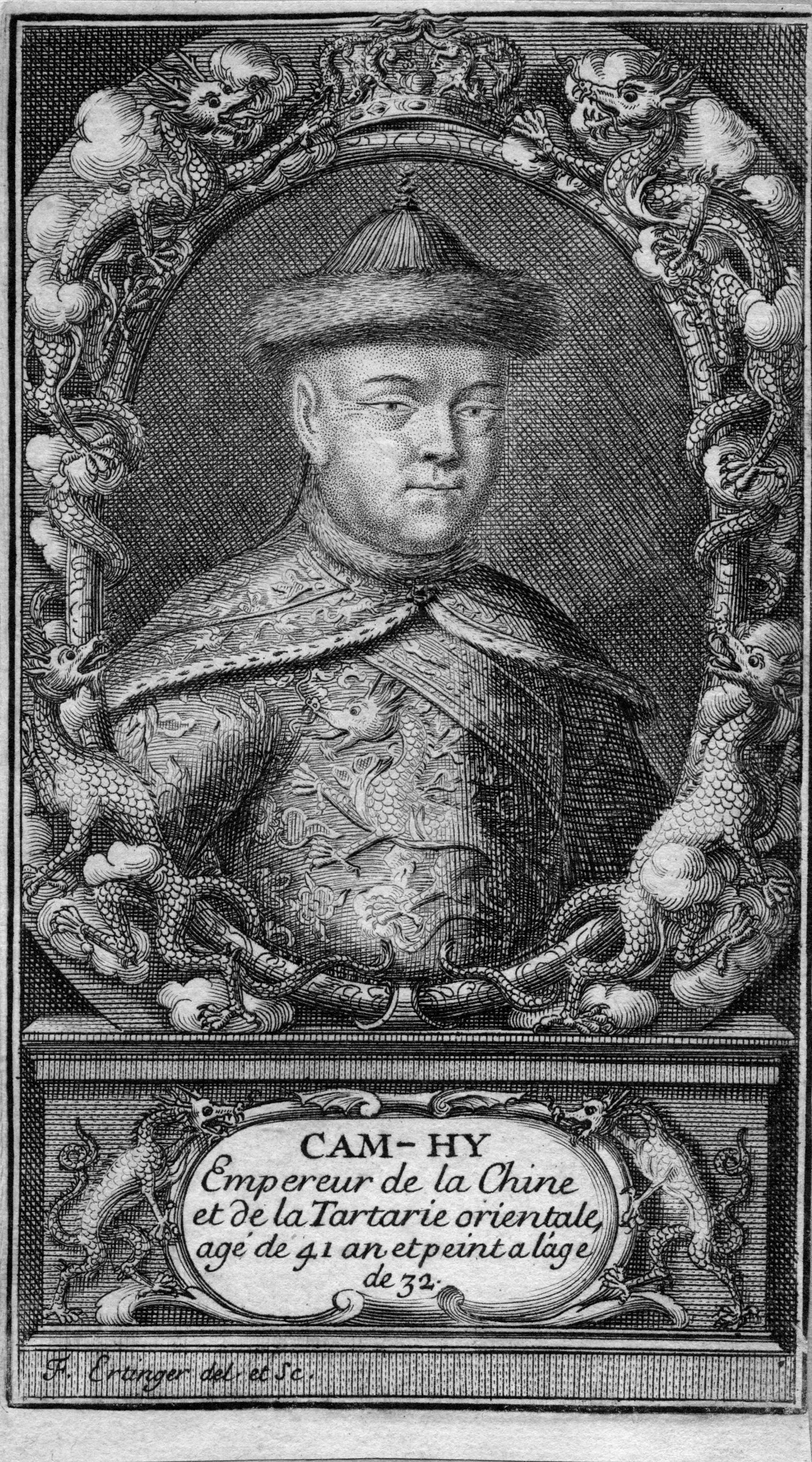

La rébellion des Mongols Tchakhars commencée en 1675 fut matée en deux mois, et ils furent incorporés aux bannières. L’empire Qing se retrouva ultérieurement entraîné dans des luttes intra-mongoles, les Khalkhas qui se déclaraient vassaux de la Chine ayant requis son aide contre leurs assaillants les Dzoungars. L'objet de ces luttes était la possession du Tibet, que les Mongols contrôlaient en grande partie depuis le XIIe siècle. Les Dzoungars furent repoussés mais non anéantis, et occupèrent même le Tibet en 1717, en représailles de l’éviction du dalaï-lama en 1706. Le protectorat Qing sur le Tibet ne fut rétabli qu’en 1720.

### Intervention au Tibet
Au début du XVIIe siècle le Tibet est secoué par une guerre civile qui oppose les partisans de deux courants religieux du bouddhisme tibétain : l'école gelugpa (bonnets jaunes), dont le 5e dalaï-lama, Lobsang Gyatso est le chef, et l'école Karma-kagyu (bonnets rouges). Güshi Khan  chef de la tribu des Qoshot (faisant partie des mongols occidentaux oïrats), fidèle très dévot de l'école gelugpa, intervient dans le conflit. Après plusieurs campagnes militaires il parvient à conquérir les différents royaumes formant le Tibet et à assoir la prédominance de l'école gelugpa sur les autres courants religieux (Karma-kagyu, bön). En 1642 il nomme le 5e dalaï-lama chef temporel du Tibet unifié (il s'agit du premier chef religieux à disposer d'un tel pouvoir). et prend le rôle de protecteur de cette nation. La tribu des Qoshot s'installe autour du lac Qinghai.
Les empereurs chinois, qui avaient précédé Kangxi, n'étaient jamais intervenus directement sur le vaste territoire du Tibet et ne nourrissaient aucune ambition territoriale. Ils se contentaient de pratiquer la politique traditionnelle chinoise jouant sur les divisions entre les différentes tribus et sectes religieuses tibétaines pour assoir leur influence. En 1652 Le 6e dalaï-lama rend visite à l'empereur Qing Hong Taiji en 1652. Le cérémonial entourant cette visite à Pékin est interprété par les officiels chinois comme une reconnaissance implicite de la suzeraineté de la Chine sur le Tibet mais ce semble pas avoir été la perception des tibétains.
Lorsque le cinquième dalaï-lama Lobsang Gyatso décède en 1682, le régent tibétain Sangyé Gyatso cache sa mort durant douze ans pour achever la construction du palais du Potala. L'empereur Kangxi, à son grand déplaisir, n'est informé de ce décès et de la découverte du sixième dalaï-lama, Tsangyang Gyatso qu'en 1697. En 1701 le régent, qui veut s'affranchir de ses protecteurs mongols Qoshots, noue une alliance avec les dzoungars du Khanat dzoungar dirigés par Tsewang Rabtan. Ce khanat en pleine ascension est parvenu à créer un véritable empire en fédérant les tribus mongoles de l'ouest répliquant le processus à l'origine de la montée en puissance des mandchous ayant abouti à la conquête de la Chine et à l'installation de la dynastie Qing au pouvoir. En 1701 le régent tibétain Sangyé Gyatso tente d'empoisonner le chef Qoshot Lhazang Khan.
En 1705, Lhazang Khan, s'assure que Kangxi ne s'opposera pas à ce que Lhazang Khan envahisse le Tibet central. Lhazang Khan prend Lhassa et tue le régent Sangyé Gyatso. Il détrône Tsangyang Gyatso, et place Yeshe Gyatso comme 7e dalaï-lama, plus en accord avec Lhazang Khan et Kangxi. Des Tibétains opposés à Lhazang demandent de l'aide des Dzoungars du Khanat dzoungar gouvernés par Tsewang Rabtan. Celui-ci envoie son frère Tsewang Dondub accompagné de 6 000 hommes qui conquièrent Lhassa et tuent Lhazang. Le jeune dalaï-lama est alors protégé au monastère de Kumbum, près de Xining, dans la province de Qinghai, toujours contrôlée par les Qoshots et aidés par l'armée Qing. Les Dzoungars continuent leur conquêtes vers les territoires khakhas de Mongolie-Intérieure. Kangxi envoie alors une armée comprenant des Khalkhas dans la région qui reprend Lhassa en 1720 et contrôle désormais le Tibet. Kelzang Gyatso est placé sur le trône à Lhassa, Les guerres continuerons avec les Dzoungars En Mongolie-Intérieure et dans l'actuelle province du Xinjiang.
L'historien japonais Yumiko Ishihama suggère à partir  de sources mandchoue sque le premier principe de l'intervention de l'empereur Kangxi au Tibet au début du XVIIIe siècle était de protéger les enseignements bouddhistes.

### Coup d'arrêt à la progression de l'Empire russe au nord est de l'Empire chinois

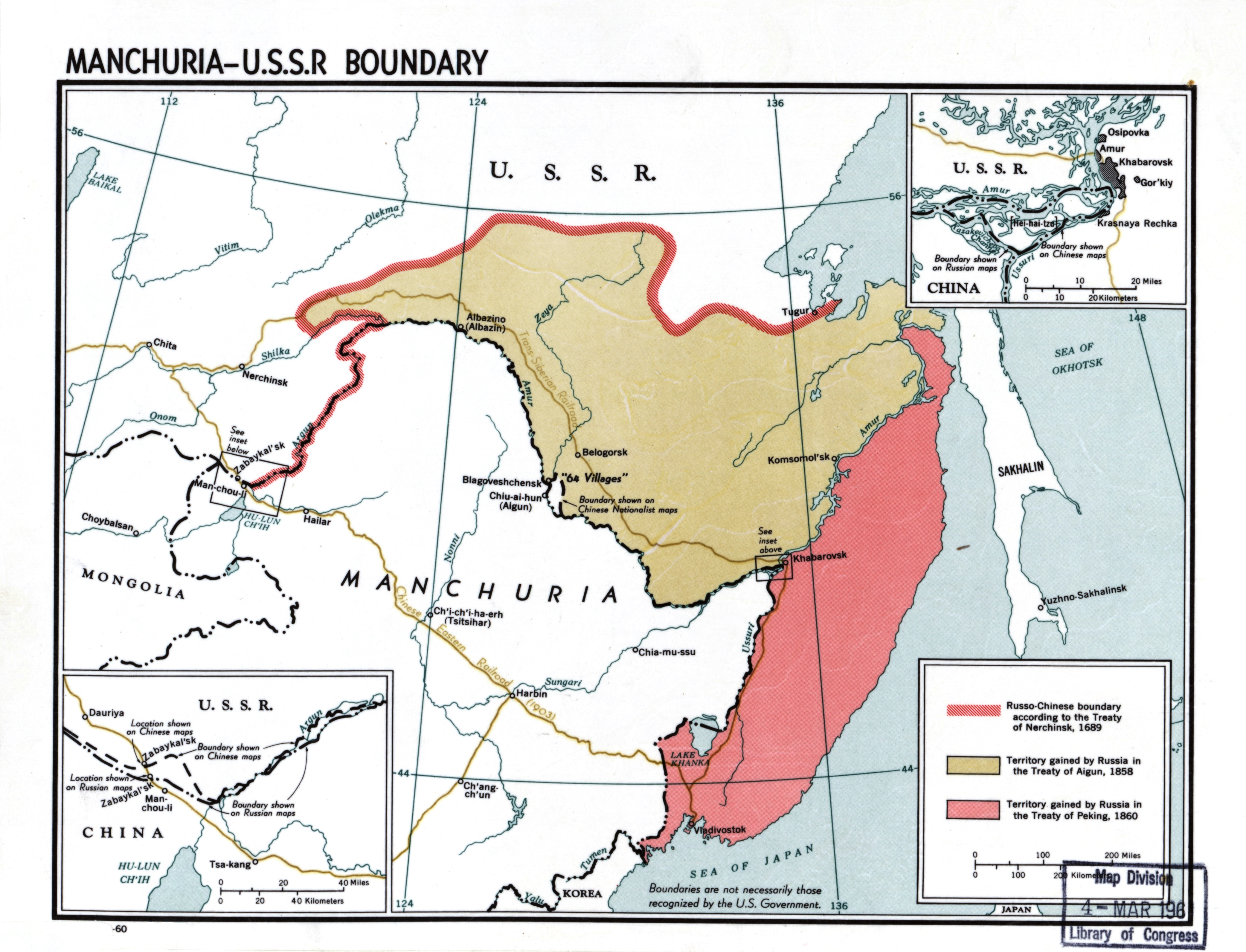
Le trait épais rouge définit la frontière entre les empires chinois et russe résultant du traité de Nertchinsk de 1689. Les russes s'empareront des territoires colorés en bistre et rouge en 1858 et 1860.

Au cours du XVIIe siècle l'empire russe étend son influence en Sibérie vers l'est et fonde plusieurs agglomérations dotées de fortifications le long du fleuve Amour sur les marges nord-est de l'empire chinois : sont ainsi construits les forts de Nerchinsk et Albazin en 1651 et Khabarovsk en 1652. Cette avancée menace l'influence des empereurs chinois sur les populations mongoles. Du début de son règne à 1686 l'empereur Kangxi envoie à plusieurs reprises des troupes pour chasser les russes de leurs forts avec un succès variable. Finalement l'empereur décide de rechercher une solution pacifique. Le traité de Nertchinsk, signé en 1689 avec la régente Sophia Alexeïevna, demi-sœur du futur Pierre le Grand, attribue la vallée de l’Amour à la Chine et fige le tracé de la frontière russo-chinoise pour deux siècles.

## Le Gardien des Traditions

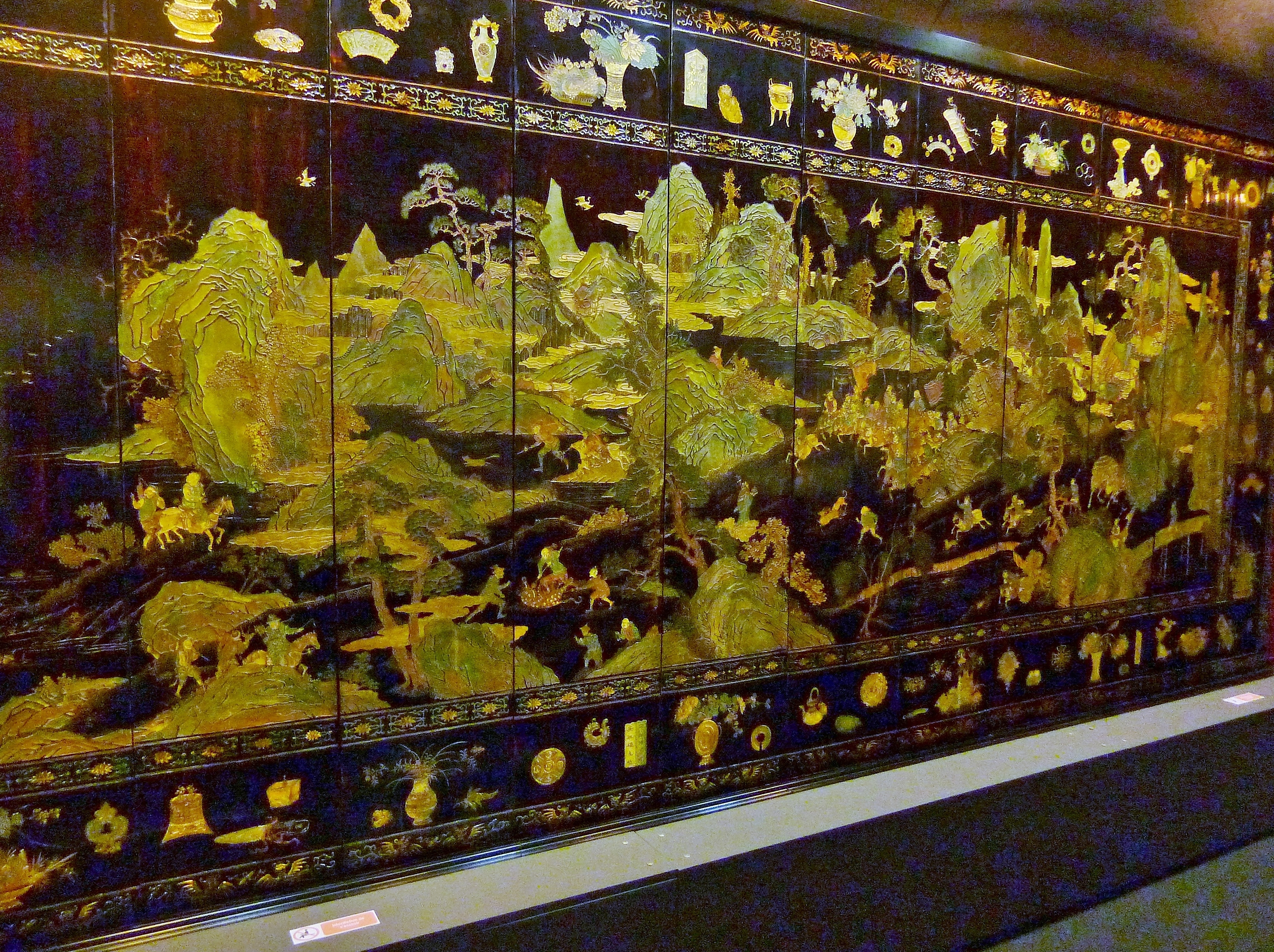
Paravent réalisé sous le règne de Kangxi, dit à tort de la Côte de Coromandel, représentant le déroulement d'une chasse de l'empereur Kangxi dans la forêt de Mulan (Musée de la Compagnie des Indes).

### Kangxi etConfucius
L'empereur se rendit à plusieurs reprises durant son règne, au temple de Confucius à Qufu, pour rendre hommage au philosophe. Il lui rendit même les honneurs des Neuf génuflexions protocolaires à la cour impériale. Pendant son règne, les confucéens se rangèrent à ses côtés et appelèrent la population à obéir au fils du ciel. Ce fut un geste politique lourd de sens et qui permit de stabiliser son pouvoir dans tout l'Empire.

### Ouvrages de compilation, dictionnaires et autres ouvrages
Durant son règne, Kangxi tout à la fois pour se concilier les lettrés chinois et par goût personnel pour la littérature a fait réalisé et financé plusieurs ouvrages encyclopédiques (on décompte 57 ouvrages commandés sous son règne). Cette politique de commande officiel d'ouvrages nécessitant le travail de nombreux lettrés sera poursuivie par ses successeurs.

#### La Grande Histoire des Ming
Le premier ouvrage commandé par l'Empereur est la Grande histoire des Ming commandé en 1679 qui est rédigée par un grand nombre d'historiens rassemblés placés sous la direction de Wu Xianxue. Cet ouvrage plus complet et plus précis que ceux qui l'avaient précédé était composé de 366 chapitres et ne sera achevé qu'en 1735.

#### Le dictionnaire Kangxi

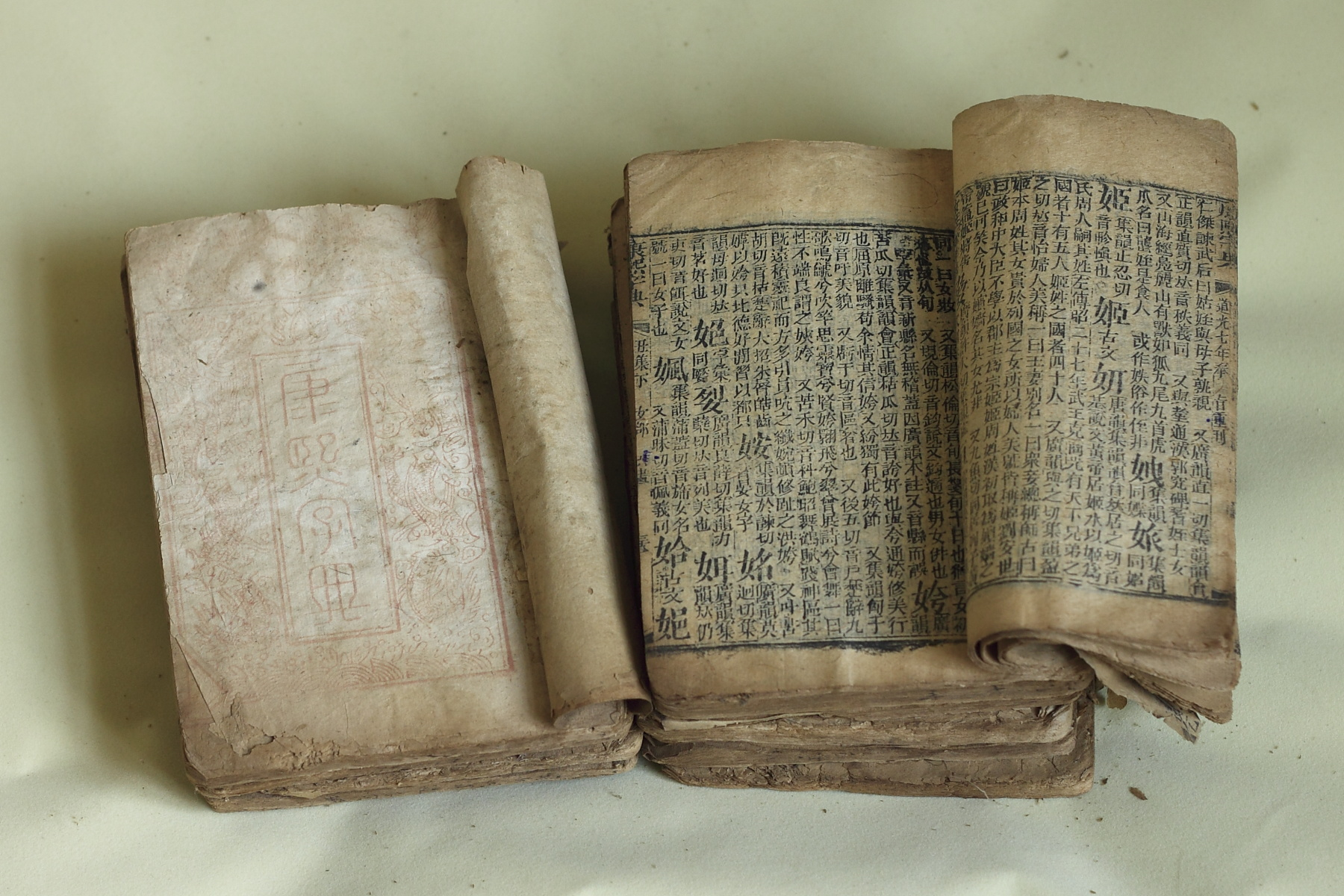
Édition du Dictionnaire Kangxi publiée en 1827.

Kangxi commanda la réalisation du Dictionnaire de caractères de Kangxi l'ouvrage le plus exhaustif à cette date portant sur les caractères chinois (Depuis, ce dictionnaire de caractères a été largement dépassé en taille). Il introduisit les 214 clefs de classement des caractères chinois qui sont toujours largement utilisées (214 clefs de Kangxi).

#### Anthologie des poésies de la dynastie Tang
Durant le règne de Kangxi, Cap Yin, grand-père de l'auteur du célèbre roman "le rêve du pavillon rouge" réalise une anthologie rassemblant 49 000 poésies produites durant la dynastie Tang par près de 2200 auteurs différents.

#### L'atlas Kangxi
Kangxi commanda également un atlas mentionnant les différents « gouvernements » de la Tartarie chinoise jusqu'au fleuve Saghalien-Oula (aujourd'hui dénommé Amour), aux pères jésuites Bouvet, Régis et Jartoux.

#### Encyclopédie
Une encyclopédie de près de 10 millions de caractères (le Gujin tushu jicheng), dont la rédaction est lancée initialement sur une initiative privée, est publiée en 1725. Elle comprenait 10 000 chapitres regroupés autour des thématiques suivantes : Calendrier/astronomie/botanique, Géographie, Histoire, Techniques/Beaux-arts/zoologie/Botanique, Philosophie et littérature, Lois et institutions.

## Succession
Kangxi, qui avait eu vingt fils survivants, choisit son héritier avec beaucoup de soin (Chez les mandchous, le fils ainé n'est pas choisi en priorité). Son premier choix se porte sur son deuxième fils le prince Yinreng (胤礽) qui est nommé prince héritier à l'age 2 ans. Mais qui celui-ci avère un adulte extrêmement décevant malgré la précaution que l’empereur avait prise de surveiller lui-même son éducation. 
Yinreng perd définitivement son titre de prince héritier en 1712 sans que Kangxi désigne de manière officielle son nouveau successeur ,ce qui entraine la formation de coteries autour des princes considérés comme les candidats les plus probables. Le choix finit par tourner autour de deux candidats nés de la même mère, dont les noms personnels étaient homonymes (Yinzhen), la graphie ne différant que par la partie droite du second caractère : 胤禛 et 胤禎. Kangxi avait tenu à garder secrètes ses dernières volontés concernant sa succession, qu’il avait placées dans une boîte. 
Kangxi décède en 1722 après avoir contracté une pneumonie au cours d'une grande chasse. L'un des deux héritiers présomptifs, quatorzième fils de l'empereur, était en campagne dans le Xinjiang au moment de la mort de son père. Lorsqu’il fut proclamé que le nom inscrit était celui du seul présent, le quatrième fils, une rumeur naquit prétendant qu’il avait modifié le testament en changeant 14 (十四) en 4 (四), mais cette hypothèse n'est pas cohérente avec le fait que ce testament était également rédigé en mandchou et en mongol, langues dans lesquelles la modification n'aurait pas été aussi aisée. 
Quoi qu'il en soit, son quatrième fils devint l’empereur en prenant pour nom de règne Yongzheng (qui se traduit par Justice et Concorde). Le nom de son frère évincé fut changé en Yinti, pour respecter la règle qui veut que personne ne porte un nom similaire à celui de l'empereur. Certains de ses frères, en particulier Yinti, contestera  la légitimité du nouvel empereur et celui-ci les fera surveiller tout en les privant de tout pouvoir militaire. 
Le véritable choix de Kangxi est le deuxième des « quatre mystères de la dynastie Qing », le premier étant le destin final de son père, l'empereur Shunzhi. 
La tombe de l'Empereur Kangxi fait partie des Tombeaux Est des Qing